# Colombiana (película)
Colombiana (Venganza despiadada en Hispanoamérica) es una película francesa de 2011 dirigida por Olivier Megaton y protagonizada por Zoe Saldaña. Se estrenó el 26 de agosto en Estados Unidos y en España el 16 de septiembre.

## Argumento
En 1992 en Colombia, la pequeña Cataleya Restrepo es la hija del criminal Fabio Restrepo, quien se retira del negocio del crimen, lo que al parecer no le gusta a su jefe Don Luis, quien entonces decide matarlo. Manda sus sicarios a ejecutarlo a la casa de Cataleya, pero antes de morir el papá de Cataleya le entrega un chip con información. Estos cumplen su objetivo y Cataleya charla con Marco, el hombre de confianza de Don Luis, pero Cataleya le clava un cuchillo en su mano y huye; los hombres de Don Luis la persiguen pero ella logra escapar. 
Cataleya se dirige a la embajada estadounidense y le da el chip al funcionario (Tony Dalton). Ella se va a Chicago, pero Cataleya huye de la mujer que la acompaña y se dirige a la ubicación de su tío Emilio, el cual es un matón. Cuando se encuentran ambos lloran por la muerte de Fabio.
Al día siguiente, Cataleya es recibida en la casa de Emilio y ella pregunta que de quién era la habitación en la que durmió, a lo que Emilio dice que era de su hijo quien está muerto. Cataleya le dice que quiere matar, para vengar la muerte de sus padre. Más tarde, Emilio inscribe a Cataleya en la escuela, pero esta le reclama diciéndole que quiere ser como él. Emilio le dice que puede ayudarla a convertirse en una asesina, pero le recalca que si elige ese camino en pocos años estará muerta, le dice que si quiere sobrevivir la escuela puede ayudarla para que comprenda cómo funciona el mundo. Elige la escuela y después se van. 
Quince años después, una Cataleya mayor es toda una asesina profesional que ahora comete asesinatos encomendados por Emilio. En sus víctimas deja una flor llamada como ella, para que Don Luis las vea y sepa que lo busca. Cataleya planea que la detengan en la cárcel para cometer un homicidio aunque se identifica con nombres falsos. Mata a su blanco y con todo previamente calculado sale de la prisión sin dejar ninguna pista. Al día siguiente el agente especial del FBI Ross decide investigar el caso y apoda a Cataleya como "el asesino de la firma".
Cataleya llega a su apartamento, y luego se va a la casa de su pareja, Danny. Emilio la cita para poder asesinar a otra persona, pero también le reclama sobre la marca que deja en los cadáveres al no prestar suficientemente atención a los pequeños detalles. El objetivo esta en México. y Cataleya viaja hacía allá, nuevamente cumpliendo el objetivo: La víctima, herida, luego muere devorada por sus propios tiburones. 
Mientras, el agente corrupto de la CIA, Richard, charla con Don Luis, quien le dio dinero para que la CIA no lo metiera preso. El agente le reclama por los asesinatos, pensando que Luis lo hace. Don Luis sabe que es Cataleya por lo que decide enviar a Marco y a sus hombres para que den finalmente con ella. 
Mientras, su novio decide tomarle una foto a ella mientras duerme, y uno de sus amigos se la envía a su amiga policía para que investigue más a fondo sobre ella. Gracias a esto, Ross y demás investigadores logran dar con Cataleya, por lo que junto al SWAT va a su apartamento pero esta huye, y cuando se dirige a refugiarse a casa de su tío se da cuenta de que él y su madre están muertos, haciendo que esta rompa en llanto. 
Ross después de la operación se va a su casa, donde Cataleya lo estaba esperando y le pide que lo ayude a dar con la ubicación de Don Luis. Ross le dice que no sabe dónde está y que algo se lo impidió saber en su momento; pero Cataleya lo amenaza con matar a su familia si no le ayuda. Después se aleja y deja al agente libre. Este, al día siguiente, se dirige a la  sede de la CIA. El agente Richard no le entrega la información a Ross. Pero Cataleya le dispara con un rifle de francotirador desde otro edificio a la ventana de su oficina. Asustado, este da la dirección al agente Ross y Cataleya decide ir de una vez por todas a matar a Don Luis. Marco dice a sus hombres que deben tener cuidado justo cuando Cataleya dispara un cohete a la casa, y Marco le dice a Don Luis que se refugie en un lugar seguro. Cataleya también destruye antes los coches de huida para evitar que Luis escape. Marco pelea cara a cara con Cataleya y ella termina matándolo a mano limpia.
Don Luis escapa de la mansión en una camioneta, y ahí Cataleya lo llama por teléfono diciendo que se quede justo en donde esta, y Don Luis se da vuelta y se encuentra con unos perros que lo devoran. Luego. Danny es interrogado por Ross, y Cataleya llama a Danny, solo para despedirse y decirle que lo ama. Luego, en el final de la película, Cataleya se va de Chicago.

## Reparto
- Zoe Saldaña (Nueva Jersey, 1978-) como Cataleya Restrepo.
- Amandla Stenberg como la niña Cataleya (de 9 años).
- Michael Vartan (Altos del Sena, 1968-) como Danny Delanay.
- Ofelia Medina como Mamá, la abuela de Cataleya.
- Cliff Curtis (Nueva Zelanda, 1968) como Emilio.
- Lennie James (Londres, 1965) como el agente especial Ross, del FBI.
- Richar grifin (Londres, 1977) como Richard.
- Jordi Mollà (Barcelona, 1968) como Marco.
- Graham McTavish (Glasgow, 1961) como el comisario Warren.
- Max Martini (Nueva York, 1969) como el agente especial Williams.
- Jesse Borrego (Texas, 1962) como Fabio, el padre de Cataleya.
- Cynthia Addai-Robinson como Alicia, la madre de Cataleya.
- Sam Douglas (años sesenta-) como el narcotraficante William Woodward.
- Doug Rao (Londres, 1974) como Michael Shino.
- Beto Benites como don Luis.
- Tony Dalton como el funcionario de la embajada de Colombia que recibió a la niña Cataleya

## Producción
La filmación se dio alrededor del 20 de agosto de 2010 en  Chicago, Nueva Orleans,México y Colombia. La película fue producida por EuropaCorp, la compañía de Luc Besson. El guion fue escrito por el propio Luc Besson y Robert Mark Kamen. Mucha de la historia del film fue reutilizada de la fallida continuación de Léon (Mathilda) que iba a ser protagonizada por una adulta Natalie Portman y por discrepancias entre Besson con la productora jamás vio la luz.